# Peter Bichsel

Peter Bichsel, November 1967, Foto: Hans Gerber, Comet Photo, Bildarchiv ETH Zürich

Peter Bichsel (* 24. März 1935 in Luzern; † 15. März 2025 in Zuchwil) war ein Schweizer Schriftsteller und Kolumnist. Er wurde 1964 mit seinen Kurzgeschichten Eigentlich möchte Frau Blum den Milchmann kennenlernen bekannt. Auch seine 1969 erschienenen Kindergeschichten gehören zum Kanon der deutschsprachigen Literatur. 1971 war er Mitbegründer der Gruppe Olten und 1978 Mitinitiator der Solothurner Literaturtage. Für den SP-Bundesrat Willi Ritschard arbeitete er als persönlicher Berater und Ghostwriter. Der Meister der schnörkellosen Kurzgeschichte gilt als einer der bedeutendsten Autoren der Schweiz.

## Leben und Wirken

Peter Bichsel, November 1967, Foto: Hans Gerber, Comet Photo, Bildarchiv ETH Zürich

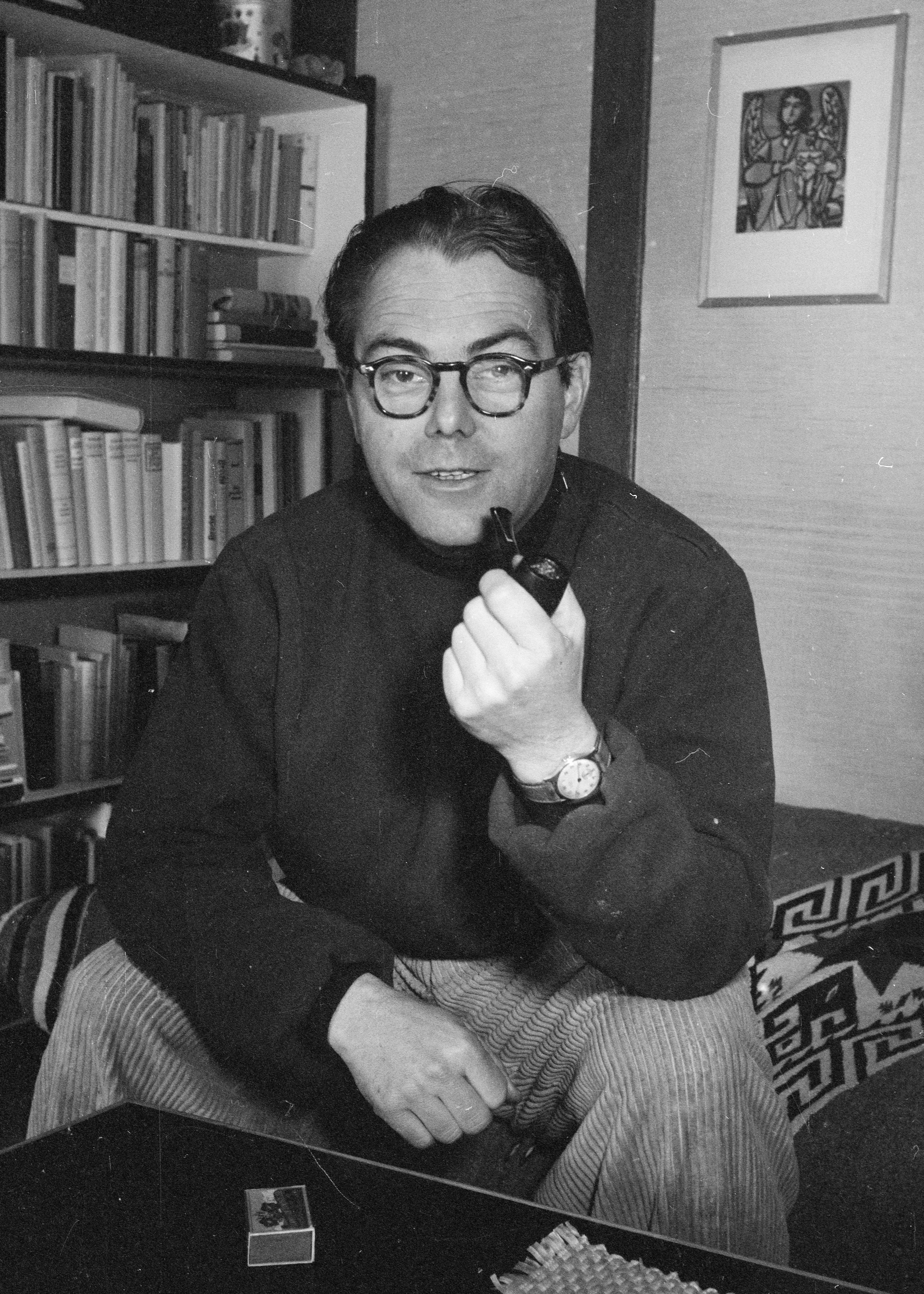
Max Frisch, 1955,
Foto: Hans Gerber

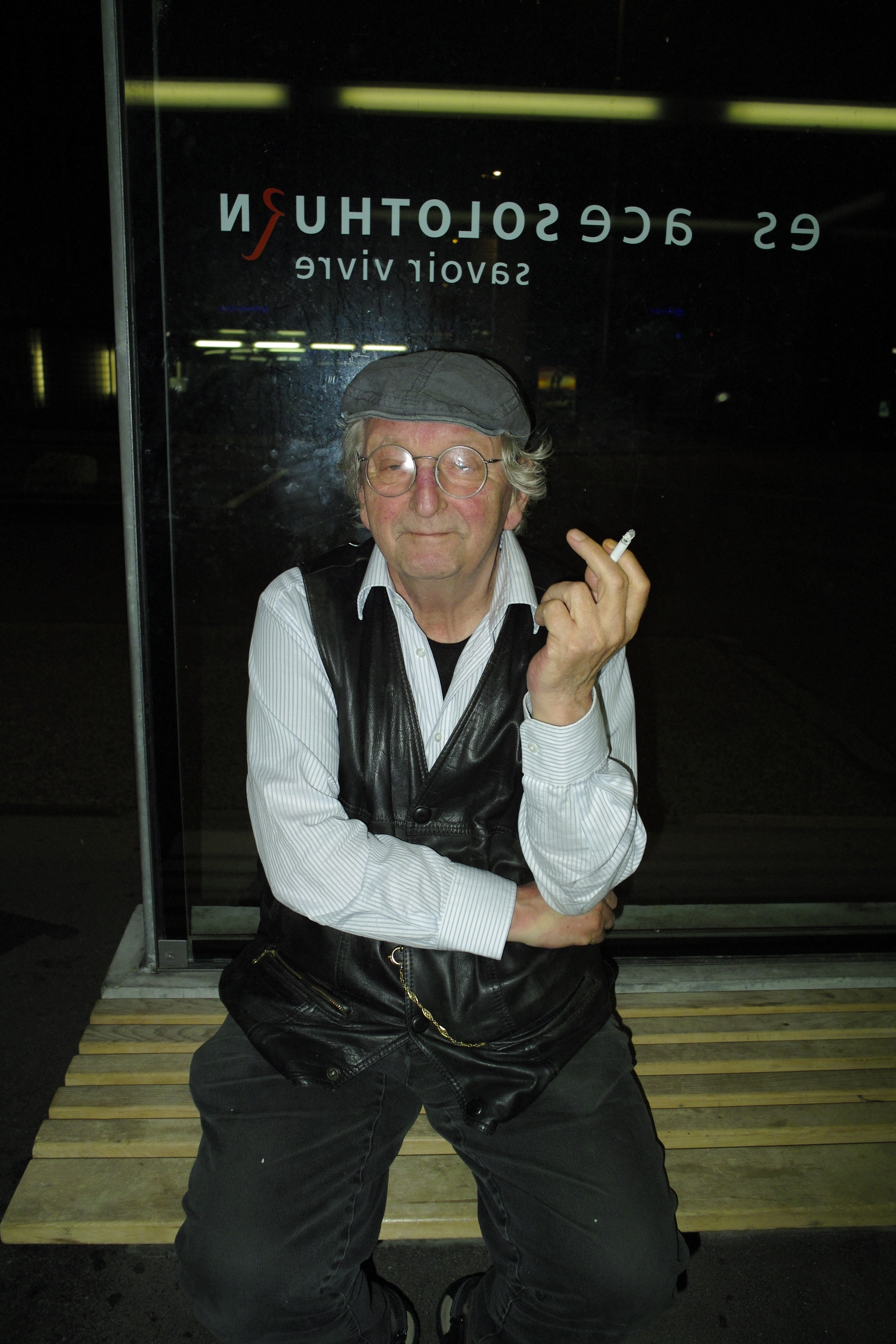
Peter Bichsel in Solothurn, 2011

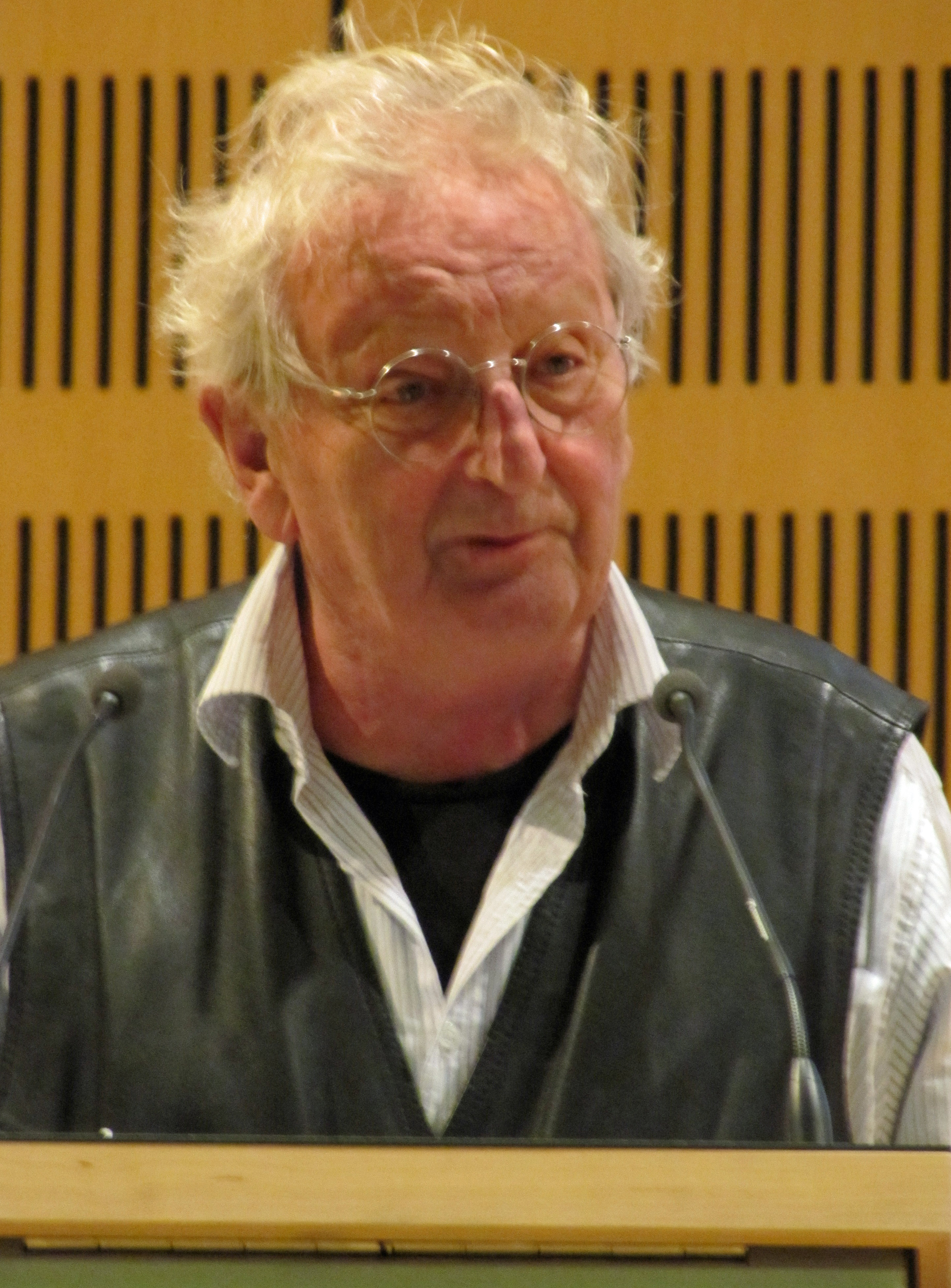
Peter Bichsel in der Deutschen Nationalbibliothek Frankfurt am Main, 2012

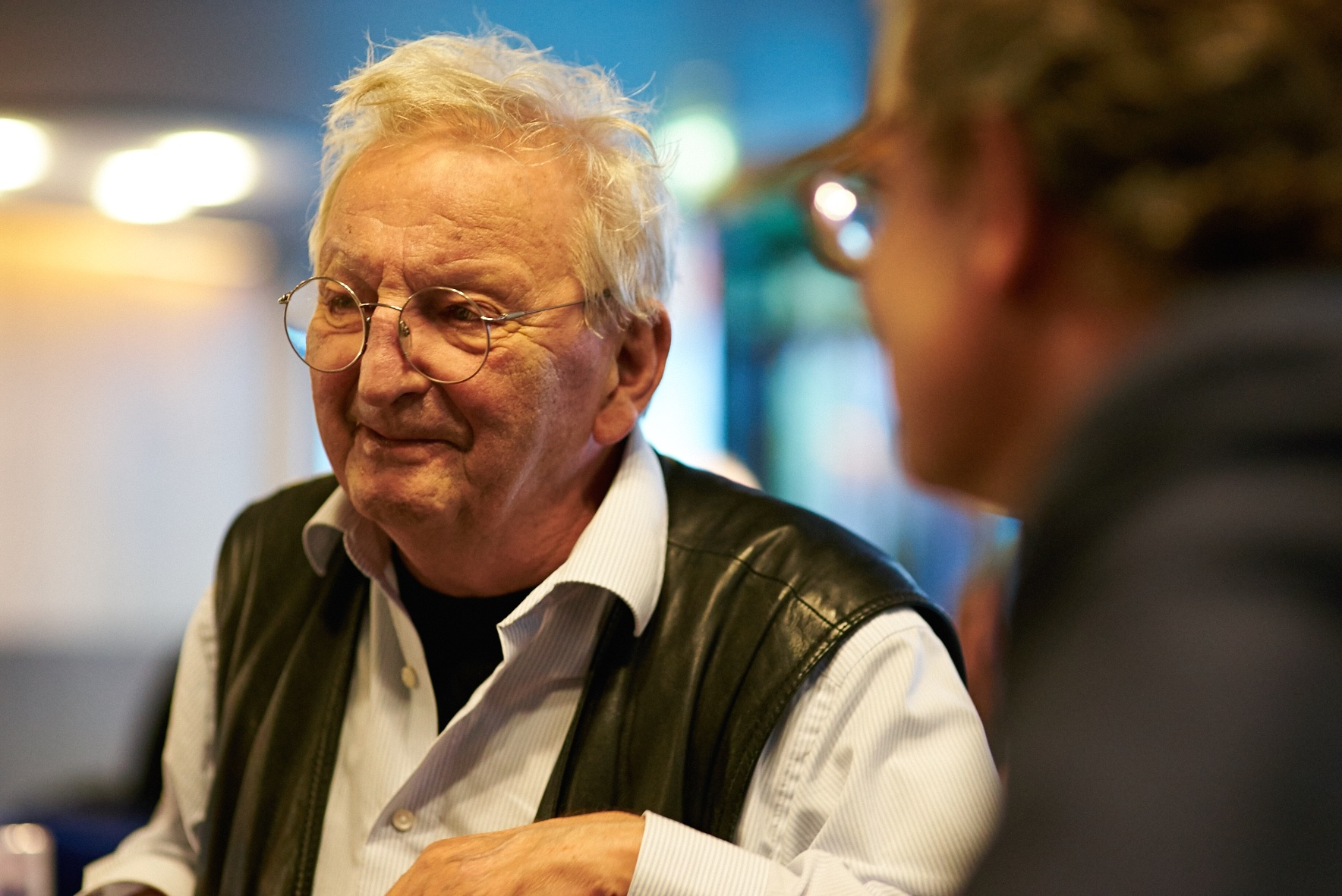
Peter Bichsel, 2015

Peter Bichsel wuchs als Sohn des Willi, Malermeisters und Angestellten der Schweizerischen Bundesbahnen, und der Lina geborene Schär zunächst in Luzern, ab 1941 in Olten auf. Am Lehrerseminar Solothurn liess er sich zum Primarlehrer ausbilden. 1956 heiratete er die Schauspielerin Therese Bichsel geborene Spörri (1930–2005). Die beiden waren Eltern einer Tochter und eines Sohnes.
Im Jahre 1957 trat er der Sozialdemokratischen Partei der Schweiz bei, aus der er 1995 wieder austrat. Die solothurnische SP war mit dem Slogan «Kussecht und vogelfrei» in den Wahlkampf gezogen. Bichsel mochte diesen Sauglattismus nicht. Er bezeichnete sich selber als Sozialist. Ab 1955 bis 1968 – und ein letztes Mal 1973 – arbeitete er als Primarlehrer. Zwischen 1974 und 1981 war er als persönlicher Berater und Redenschreiber für Bundesrat Willi Ritschard tätig, mit dem er befreundet war. Auch mit dem Schriftsteller Max Frisch war er bis zu dessen Tod 1991 eng befreundet. Gemeinsam mit Siegfried Unseld, Adolf Muschg und Peter von Matt war er 1979 Mitbegründer der Max Frisch-Stiftung. Am 9. April 1991 hielt er die Trauerrede auf den Schriftsteller in der Kirche St. Peter in Zürich.
Massgeblichen Anteil an seinem literarischen Durchbruch soll Jörg Steiner gehabt haben, der ihn an Peter Lehner für erste Lesungen und später an Otto F. Walter zur Herausgabe des «Milchmann»-Prosabandes vermittelte.
Anfang der 1970er Jahre bis Ende der 1980er Jahre hatte er mehrere Gastdozenturen an amerikanischen Universitäten inne. 1980 war er Gastprofessor an der Universität Essen, 1981/82 hielt er die Frankfurter Poetik-Vorlesungen an der Goethe-Universität Frankfurt am Main. 1981/82 war er Stadtschreiber von Bergen, 1996 Mainzer Stadtschreiber.
Bichsel lebte in Bellach bei Solothurn. Er starb kurz vor seinem 90. Geburtstag in einem Pflegeheim in Zuchwil.

## Werk
Nach kleineren Veröffentlichungen – vor allem Lyrik – in Zeitungen erschien 1960 ein erster Prosaversuch als Privatdruck. Im Winter 1963/1964 nahm er an einem Prosa-Schreibkurs am Literarischen Colloquium Berlin teil, geleitet von Walter Höllerer. Von diesem Kurs zeugen der Dokumentationsband Prosaschreiben (1964), und der Gemeinschaftsroman Das Gästehaus (1965) der Teilnehmer, unter ihnen Hubert Fichte und Klaus Stiller, zu dem Bichsel das erste Kapitel beisteuerte.
1964 wurde er mit seinen Kürzestgeschichten in Eigentlich möchte Frau Blum den Milchmann kennenlernen auf einen Schlag bekannt; die Gruppe 47 nahm ihn auf und verlieh ihm 1965 ihren Literaturpreis. 1968 wurden in der Weltwoche seine ersten Kolumnen veröffentlicht, die seither, zuletzt in der Schweizer Illustrierten, sozusagen sein Hauptwerk bilden. 2005 erschien die Gesamtausgabe Kolumnen, Kolumnen. Er äusserte sich in diesen Kolumnen öfter zu politischen Fragen. 1970 trat er zusammen mit 21 weiteren bekannten Autorinnen und Autoren aus dem Schweizerischen Schriftstellerverband aus und beteiligte sich an der Gründung der Gruppe Olten. 1978 war er Mitinitiator der Solothurner Literaturtage.
Peter Bichsel war Mitglied der Akademie der Künste in Berlin und korrespondierendes Mitglied der Deutschen Akademie für Sprache und Dichtung in Darmstadt. Sein Archiv befindet sich im Schweizerischen Literaturarchiv in Bern.

## Auszeichnungen und Ehrungen
- 1964, 1999: Einzelwerkpreise der Schweizerischen Schillerstiftung
- 1965: Preis der Gruppe 47
- 1965: Förderungspreis des Lessing-Preises der Freien und Hansestadt Hamburg
- 1966: Förderungspreis der Stadt Olten
- 1970: Prämie beim Deutschen Jugendbuchpreis, für die Kindergeschichten
- 1978: Kunstpreis des Kantons Solothurn
- 1978: Literaturpreis des Kantons Bern
- 1981/82: Stadtschreiber von Bergen
- 1986: Johann-Peter-Hebel-Preis des Landes Baden-Württemberg
- 1987: Gesamtwerkspreis der Schweizerischen Schillerstiftung
- 1996: Mainzer Stadtschreiber
- 1999: Gottfried-Keller-Preis
- 2000: Kasseler Literaturpreis für grotesken Humor
- 2000: Prix européen de l’essai Charles Veillon
- 2004: Ehrendoktortitel der Theologischen Fakultät der Universität Basel
- 2005: Werkbeitrag der Stiftung Pro Helvetia
- 2011: Solothurner Literaturpreis
- 2012: Grosser Schillerpreis
- 2014: prix libref.[9]

## Werke

### Bücher
- Versuche über Gino. Privatdruck, 1960.
- Eigentlich möchte Frau Blum den Milchmann kennenlernen (21 Kurzgeschichten, darunter Der Milchmann, Die Tochter und San Salvador). Walter, Olten 1964.
  - Erweiterte Neuausgabe, hrsg. von Andreas Mauz und Beat Mazenauer. Suhrkamp, Berlin 2025, ISBN 978-3-518-22561-5.
- mit Walter Höllerer und anderen: Das Gästehaus. Gemeinschaftsroman. Walter, Olten 1965.
- Die Jahreszeiten (Roman). Luchterhand, Neuwied 1967.
- Kindergeschichten (7 Kurzgeschichten). Luchterhand, Neuwied 1969.
- Des Schweizers Schweiz (Aufsätze). Arche, Zürich 1969; erweiterte Neuauflage: Arche, Zürich 1989.
- Stockwerke. Prosa (Hrsg. Heinz F. Schafroth). Reclam, Stuttgart 1974 (UB 9719).
- Geschichten zur falschen Zeit. Kolumnen 1975–1978. Luchterhand, Darmstadt 1979.
- Der Leser. Das Erzählen. Frankfurter Poetik-Vorlesungen. Luchterhand, Darmstadt 1982 (SL 482).
- Schulmeistereien (Reden und Aufsätze). Luchterhand, Darmstadt 1985.
- Der Busant. Von Trinkern, Polizisten und der schönen Magelone. Luchterhand, Darmstadt 1985.
- Irgendwo anderswo. Kolumnen 1980–1985. Luchterhand, Darmstadt 1986 (SL 669).
- Möchten Sie Mozart gewesen sein? Meditation zu Mozarts Credo-Messe KV 257 / Predigt für die andern. Eine Rede für Fernsehprediger. TVZ, Zürich 1990.
- Im Gegenteil. Kolumnen 1986–1990. Luchterhand, Frankfurt am Main 1990 (SL 920).
- Zur Stadt Paris. Geschichten. Suhrkamp, Frankfurt am Main 1993.
- Cuny-Geschichten (Hrsg. Tamara S. Evans). Pro Helvetia, New York 1994.
- Gegen unseren Briefträger konnte man nichts machen. Kolumnen 1990–1994. Suhrkamp, Frankfurt am Main 1995.
- Die Totaldemokraten. Aufsätze über die Schweiz. Suhrkamp, Frankfurt am Main 1998 (es 2087).
- Cherubin Hammer und Cherubin Hammer (Erzählung). Suhrkamp, Frankfurt am Main 1999.
- Am Ende der Revolution – Staaten ohne Citoyens. Liechtensteinische Akademische Gesellschaft, Vaduz 1999.
- Alles von mir gelernt. Kolumnen 1995–1999. Suhrkamp, Frankfurt am Main 2000.
- Eisenbahnfahren (Hrsg. Rainer Weiss). Insel, Frankfurt am Main 2002 (IB 1227).
- Doktor Schleyers isabellenfarbige Winterschule. Kolumnen 2000–2002. Suhrkamp, Frankfurt am Main 2003.
- Das süße Gift der Buchstaben. Reden zur Literatur. Suhrkamp, Frankfurt am Main 2004 (es 2353).
- Wo wir wohnen. Geschichten (Hrsg. Rainer Weiss). Insel, Frankfurt am Main 2004 (IB 1253).
- Von der Erfindung der heiligen Schriften (Rede anlässlich der Verleihung der Ehrendoktorwürde). Insel, Frankfurt am Main 2004.
- Kolumnen, Kolumnen. Suhrkamp, Frankfurt am Main 2005.
- Geschichten. Kommentiert von Rolf Jucker. Suhrkamp, Frankfurt am Main 2005 (sbb 64).
- Dezembergeschichten (Hrsg. Adrienne Schneider). Insel, Frankfurt am Main 2007 (IB 1295).
- Heute kommt Johnson nicht. Kolumnen 2005–2008. Suhrkamp, Frankfurt am Main 2008.
- Über Gott und die Welt. Texte zur Religion (Hrsg. Andreas Mauz). Suhrkamp, Frankfurt am Main 2009 (st 4154).
- Das ist schnell gesagt. Sätze aus dem Werk (Hrsg. Beat Mazenauer, Severin Perrig). Suhrkamp, Frankfurt am Main 2011 (st 4294).
- Im Hafen von Bern im Frühling. Kolumnen 2008–2011. Radius, Stuttgart 2012.
- Über das Wetter reden. Kolumnen 2012–2015. Suhrkamp, Berlin 2015.
- Auch der Esel hat eine Seele. Frühe Texte und Kolumnen 1963–1971. Suhrkamp, Frankfurt am Main 2020 (st 5004).
- Was wäre, wenn? Ein Gespräch mit Sieglinde Geisel. Kampa, Zürich 2018, ISBN 978-3-311-14004-7.
- Im Winter muss mit Bananenbäumen etwas geschehen. Geschichten für die kalte Jahreszeit. Insel Verlag, Berlin 2022, ISBN 978-3-458-68178-6.
- Die schöne Schwester Langeweile. Geschichten für jeden Tag. Insel Verlag, Berlin 2023, ISBN 978-3-458-68305-6.
- Auf Papier eine Welt. Geschichten. Acht Kurzgeschichten. Vorwort: Christine Tresch. Schweizerisches Jugendschriftenwerk SJW, Zürich 2025, ISBN 978-3-7269-0439-5.

### Hörspiele, Radiosendungen
- 1972: Inhaltsangabe der Langeweile. Regie: Hans Jedlitschka (Schweizer Radio DRS)
- 1972: Inhaltsangabe der Langeweile. Regie: Friedhelm Ortmann (WDR)
- 1983–1997: zahlreiche Beiträge für die Sendung Zytlupe (DRS)
- 2000: Matrosen übrigens halten Tauben für Zugvögel. Bearbeitung und Regie: Ruedi Häusermann (DRS)
- 2001: Sprachlos. Regie: Charles Benoit, Komposition: Conrad Steinmann (DRS)
- 2015: Eigentlich möchte Frau Blum den Milchmann kennenlernen. Regie: Päivi Stalder, Komposition: Elia Rediger (SRF)
- 2025: Nichts Besonderes. Regie: Reto Ott (SRF)

### Plattenaufnahmen
- Warum ist die Banane krumm? Wagenbach-Verlag, 1971.
- Kindergeschichten. Gelesen von Peter Bichsel. Deutsche Grammophon, Hamburg 1974. Released 1979.

### Filme
- Unser Lehrer, mit Alexander J. Seiler, 1971.
- Elektronisches Tagebuch. TV-Film des ZDF, 1996.
- Zimmer 202 – Peter Bichsel in Paris. Regie: Eric Bergkraut, 2010.

## Rezension
- Marcel Reich-Ranicki: Peter Bichsel: Vom verfehlten Leben. In: ZEIT Nr. 42/1964, 16. Oktober 1964, Rezension in Zeit Online im März 2025 unverändert übernommen.

## Zitate
«Einer meiner Söhne war kein grosser Leser und hatte in der Sekundarschule einen wenig inspirierenden Deutschlehrer. Nur ein einziges Mal kam er begeistert nach Hause und sagte, jetzt hätten sie eine tolle Geschichte gelesen. Von einem Mann, der die Sprache veränderte und seinem Bett Bild sagte, dem Spiegel Stuhl und dem Stuhl Wecker. 
Es war die Geschichte ‹Ein Tisch ist ein Tisch›, und dafür bin ich Peter Bichsel noch heute dankbar.»

«Bichsel hatte den Blick für die Ränder und die Randständigen, für die Traurigen, die Zufriedenen und die Sehnsüchtigen. Weil er mir die Wirklichkeit früh und lesbar nahegebracht hat, ist Peter Bichsel ein literarischer Held für mich.»

«Mit der Schweiz ging Peter Bichsel hart ins Gericht. Für ihn gehörten Schreiben und Gesellschaftskritik zusammen. Das nahm man ihm übel und zollte ihm zugleich Tribut. So wurde sein vielgeschmähter Aufsatz ‹Des Schweizers Schweiz› von 1967 später jeweils als Geschenk an Jungbürgerinnen und Jungbürger überreicht.»

### Schulunterricht
- Janina Schnormeier: Analyse und Interpretation der Kurzgeschichte «Die Tochter» von Peter Bichsel. Mit Unterrichtsentwurf für eine 10. Klassenstufe. Grin,  München 2010, ISBN 978-3-640-69099-2.
- Ein Tisch ist ein Tisch, Mittelschulvorbereitung.ch
- Die Tochter, Klett
- Kindergeschichten, Fachhochschule Nordwestschweiz, Pädagogische Hochschule, Fachstelle «Philosophieren mit Kindern»

## Ausstellung
- 2015: «Peter Bichsel» Fotos von Elsbeth Leisinger – Porträtserie aus den Sechzigerjahren. Freitagsgalerie, Solothurn[13][14]

## Lesung
postum
- 2025: Buchvernissage «Eigentlich möchte Frau Blum den Milchmann kennenlernen» von Peter Bichsel, Vernissage zur Neuausgabe, Aargauer Kantonsbibliothek, 2. April 2025

## Wirkung
2025 wurde in Solothurn der Verein «Büro Bichsel» gegründet. Er setzt sich ein für das Werk und die Anliegen Peter Bichsels. Aus Anlass des 90. Geburtstags des Autors hat der Verein ein «Mobiles Museum» ins Leben gerufen.